# Belén González Peñalba
Belén González Peñalba, també coneguda pel nom de guerra «Carmen», (Beasain, 23 de desembre de 1957 - Sant Sebastià, 16 de novembre de 2017) fou una activista política basca, militant de l'organització armada basca Euskadi Ta Askatasuna (ETA), que participà en representació d'ella a les negociacions amb els governs espanyols de Felipe González el 1989 i amb el de Jose María Aznar el 1999.
Nascuda el 23 de desembre de 1957 a la localitat de Beasain, començà a militar a ETA des de finals de la dècada de 1970 integrant el comando Madrid i ja a la dècada de 1980 passà a formar part de la direcció de l'organització. Després de fugir a França el 1981, tornà a Madrid el febrer de 1983, quan integrà l'escamot que operà a la capital espanyola amb Juan Manuel Soares Gamboa «Daniel» i José Luis Urrusolo Sistiaga «Langile», i altres membre històrics com Iñaki de Juana Chaos, Inés del Río «Nieves» i Esteban Esteban Nieto «Kroma», entre d'altres.
L'any 1987 formà part, juntament amb el seu company sentimental Eugenio Etxebeste «Antxon» i Iñaki Arakama «Makario», de la primera negociació que l'organització armada mantingué amb el Govern espanyol, aleshores presidit per Felipe González (PSOE). Després de fracassar el procés d'Alger, els etarres foren deportats a la República Dominicana, des d'on fugí l'any 1998.
L'octubre de 1999 fou detinguda per la Policia Nacional francesa a Pau, juntament amb el col·laborador del comando Donosti Cipriano Fernández «Txipri», quan viatjava en un cotxe robat, amb documentació falsa i armats amb pistoles, un mes abans que es donera per acabava la treva d'ETA. El maig d'aquell any, la dirigent participà a Zuric com a interlocutora, juntament amb «Mikel Antza» i Vicente Goikoetxea «Willy», en les negociacions amb el Govern espanyol, aleshores presidit per Jose María Aznar (PP).
Després de passar sis anys en presons franceses, fou extraditada a Espanya el 2005 per ser jutjada pel segrest de Diego Prado y Colón de Carvajal, l'assassinat del vicealmirall Fausto Escrigas i l'atemptat amb cotxe-bomba al pas d'una furgoneta de la Guàrdia Civil, comès a la plaça de la República Argentina de Madrid, que causà la mort del vianant estatunidenc Eugene Kent Brown. Cumplí diverses condemnes que sumaven més de 700 anys de presó. Estigué empresonada fins al 2009, quan se li diagnosticà càncer, i se permití cumplir condemna a casa seva sota règim de presó atenuada. Morí el 16 de novembre de 2017 en un centre hospitalari de Sant Sebastià. Deu dies després, l'Esquerra Abertzale li dedicà un acte de comiat a la població de Lazkao, en què participà el coordinador general d'EH Bildu, Arnaldo Otegi; els portaveus de Sortu, Arkaitz Rodriguez i Miren Zabaleta; l'exsecretari general de LAB, Rafael Díez Usabiaga; i l'expres d'ETA, Antton López Ruiz «Kubati».